# Leonard Roberts
Leonard Roberts (Saint Louis, 17 novembre 1972) è un attore statunitense.

## Filmografia parziale

### Cinema
- Hoodlum, regia di Bill Duke (1997)
- Love Jones, regia di Theodore Witcher (1997)
- He Got Game, regia di Spike Lee (1998)
- Drumline - Tieni il tempo della sfida (Drumline), regia di Charles Stone III (2002)
- Red Sands - La forza occulta (Redsands), regia di Alex Turner (2009)
- Le belve (Savages), regia di Oliver Stone (2012)
- American Sniper, regia di Clint Eastwood (2014)

### Televisione
- Due South - Due poliziotti a Chicago (Due South) – serie TV, episodio 2x13 (1996)
- Turks – serie TV, episodi 1x01-1x03 (1997)
- Buffy l'ammazzavampiri (Buffy The Vampire Slayer) – serie TV, 12 episodi (1999-2000)
- JAG - Avvocati in divisa (JAG) – serie TV, episodi 7x09-7x10 (2001)
- Providence – serie TV, episodi 5x05-5x09-5x11 (2002)
- Tru Calling – serie TV, episodio 1x04 (2003)
- 24 – serie TV, episodio 3x05 (2003)
- NCIS - Unità anticrimine (NCIS) – serie TV, episodio 1x17 (2004)
- CSI: Miami – serie TV, episodi 2x11-10x12 (2004, 2012)
- Bones – serie TV, episodio 1x08 (2005)
- Smallville – serie TV, episodi 5x01-6x01 (2005-2006)
- Heroes – serie TV, 17 episodi (2006-2007)
- E.R. - Medici in prima linea (E.R.) – serie TV, episodio 15x14 (2009)
- Private Practice - serie TV, episodio 2x17 (2009)
- Castle – serie TV, episodi 2x17-2x18 (2010)
- Criminal Minds – serie TV, episodio 6x06 (2010)
- CSI - Scena del crimine (CSI - Creme Scene Investigation) – serie TV, episodio 11x09 (2010)
- Franklin & Bash – serie TV, episodio 1x08 (2011)
- The Client List - Clienti speciali (The Client List) – serie TV, 5 episodi (2013)
- The Mentalist – serie TV, episodio 7x04 (2014)
- Agent Carter – serie TV, episodio 1x05 (2015)
- American Crime Story – serie TV, 7 episodi (2016)
- Mary + Jane – serie TV, episodio 1x09 (2016)
- Mom – serie TV, 4 episodi (2017-2018)
- The Magicians – serie TV, 4 episodi (2017-2018)
- Major Crimes – serie TV, 16 episodi (2017-2018)
- 9-1-1 – serie TV, episodi 3x02-3x03-3x08 (2019)
- Hawaii Five-0 – serie TV, episodio 10x21 (2020)
- Bob Hearts Abishola – serie TV, episodio 1x20 (2020)
- Streghe (Charmed) – serie TV, episodi 2x18-4x08-4x09 (2020-2022)
- All American – serie TV, episodio 3x17 (2021)
- All American - Homecoming – serie TV, 11 episodi (2022)
- Piccoli Brividi (Little Goosebumps) – serie TV, 6 episodi (2023)

## Doppiatori italiani
Nelle versioni in italiano delle opere in cui ha recitato, Leonard Roberts è stato doppiato da:
- Fabio Boccanera in Hoodlum, Drumline - Tieni il tempo della sfida, Heroes, Criminal Minds
- Fabrizio Vidale in Buffy - L'ammazzavampiri, Castle, American Sniper, American Crime Story
- Roberto Draghetti in He Got Games, The Client List - Clienti speciali
- Fabrizio Dolce in Agent Carter, Bosch: L'eredità
- Vladimiro Conti in CSI: Miami (ep. 2x11)
- Davide Lepore in CSI: Miami (ep. 10x12)
- Fabrizio Picconi in NCIS - Unità anticrimine
- Alessandro Ballico in Smallville (ep. 5x01)
- Andrea Lavagnino in CSI - Scena del crimine
- Massimiliano Virgilii in The Mentalist
- Francesco Pezzulli in Major Crimes
- Antonino Saccone in 9-1-1
- Massimo Bitossi in Piccoli Brividi

Come doppiatore è stato sostituito da:
- Oliviero Cappellini in Hidden Agenda